# КК Железничар Инђија
КК Железничар Инђија је српски кошаркашки клуб из Инђије. Клуб је основан 1970. године.

## Историја
Клуб је основан 1. марта 1970. године. Један од највећих успеха клуба је учешће у Првој Б савезној лиги Југославије у сезони 1989/90.
Клуб је у сезони 2011/12. играо у Кошаркашкој лиги Србије. То је била прва сезона у историји клуба у првом рангу такмичења, али је Железничар заузео претпоследње, тринаесто место, и већ након једне сезоне испао у нижи ранг.